# Ahrensfelde Friedhof
Ahrensfelde Friedhof – przystanek kolejowy w Ahrensfelde, w kraju związkowym Brandenburgia, w Niemczech. Znajduje się tu 1 peron.